# 中村流
中村流（なかむらりゅう）は、日本舞踊における流派のひとつ。

## 解説
日本舞踊中村流は、文化・文政期に活躍した歌舞伎俳優の3代目中村歌右衛門を流祖とする流儀で成駒屋のお家芸。歌舞伎所作の本筋を重視しているのが特徴である。

家元紋は祇園守、流儀紋は八重裏梅。
現在は、7世中村芝翫の長男・9代目中村福助を宗家、7世芝翫の長女・2代目中村梅彌が8代目家元、7世芝翫の次男8代目中村芝翫を相談役としている。